# Zostań (singel Korteza)
Zostań – piosenka i debiutancki singel Korteza. Singel został wydany 30 marca 2015 przez Jazzboy Records. Utwór pochodzi z EP Jazzboy Session EP (pierwszy z kolei, tzw. "radio edit") oraz z pierwszego albumu artysty pt. Bumerang (czwarty na płycie). Piosenka jest wyznaniem uczuć bliskiej osobie, pragnieniem by pozostała obok pomimo licznych niejasności i niepewności. Utwór przedpremierowo można było usłyszeć w radiowej Trójce w audycji Piotra Stelmacha.
19 kwietnia 2015 w serwisie YouTube ukazał się teledysk do „Zostań” w reżyserii Agaty Trafalskiej. Powstał on podczas sesji nagraniowej w Jazzboy Studio w Warszawie.
Nagranie uzyskało certyfikat trzykrotnie platynowej płyty.

## Twórcy
- Kortez – kompozycja, słowa, fortepian, instrumenty klawiszowe, programowanie, śpiew
- Agata Trafalska – słowa
- Lesław Matecki – bandżo
- Olek Świerkot – produkcja, gitara, programowanie, bas, miks (24–25.03.2015)
- Marcin Ułanowski – bęben elektroniczny SPD-SX, janczary
- Jacek Gawłowski – mastering (25–26.03.2015)

## Notowania
- Lista Przebojów Radia Merkury: 1[4]
- Lista przebojów Programu Trzeciego: 3[5]
- Uwuemka: 7[6]

## Nagrody i wyróżnienia
- "Najlepsze polskie piosenki 2015" według portalu T-Mobile Music: miejsce 2[7]